# Any tròpic

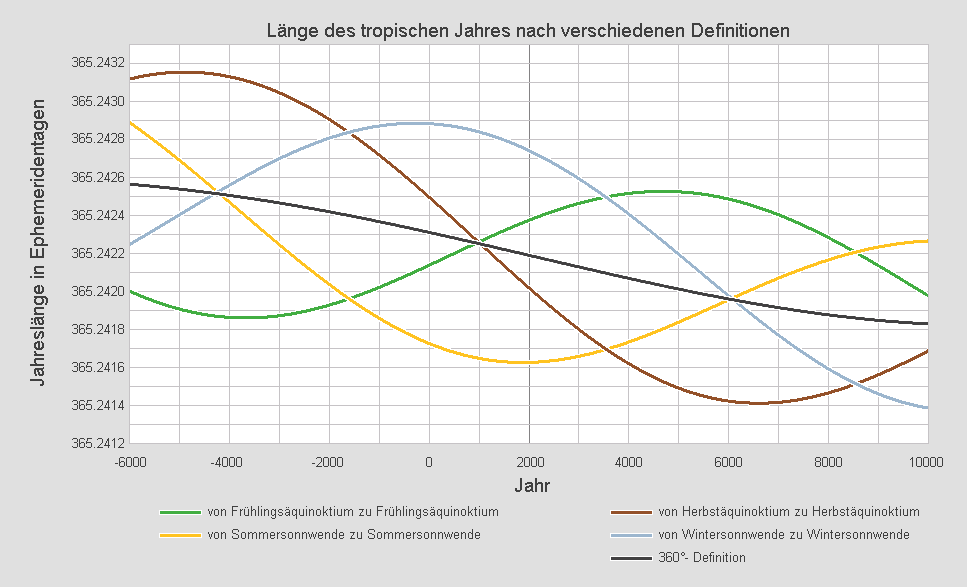
Variacions de la longitud mitjana del Sol

Esquema de l'any tròpic (no és a escala)

Esquema de l'any sideri

Un any tròpic (del grec antic τρόπος (tropos) = 'gir, revolució') és el temps que s'esdevé entre dos passos successius de la Terra pel primer punt d'Àries. Aquest punt de l'òrbita de la Terra marca el començament de la primavera perquè l'eix de la Terra coincideix amb l'eix de l'esfera celeste, després que durant l'hivern aquest eix hagi estat inclinat, amb el pol nord de la Terra cap al costat oposat al Sol. El primer punt d'Àries sofreix un lent moviment de rotació retrògrad al voltant de Sol, anomenat precessió dels equinoccis, que fa que la Terra el retrobi abans d'arribar a fer un gir complet de 360°: exactament l'any tròpic és un gir de 359° 59′ 09″. L'any civil es fixa a partir d'aquest any, ja que és el que marca el pas de les estacions: precisament per això se l'anomena tròpic o solar. Dura 365,2422 dies civils. També se l'anomena any solar.